# Статуя Мао Цзэдуна
Статуя Мао Цзэдуна (кит. 毛泽东雕像) располагается на площади Тянфу в центре Чэнду провинции Сычуань в Китайской Народной Республике.

## История
До 1967 года площадь занимал старинный дворец Королевства Шу древней провинции Сычуань. В мае 1967 года Ревком провинции Сычуань и различные массовые организации решили снести старый Имперский город, и построить здание для выставок (сейчас музей науки и техники).

## Композиция
Памятник высотой 30 метров изображает Мао Цзэдуна с протянутой рукой. Постамент статуи высотой в 7,1 метра означает дату (1 июля - 01.07) — день рождения Коммунистической партии Китая, статуя высотой в 12,26 метра — день рождения Мао (26.12). Постамент окружён семью резными подсолнечниками, что означает 7 миллионов человек провинции Сычуань, выступавших в поддержку Мао Цзэдуна, трибуны рядом со зданием и прилегающими тротуарами и образуют «сердце», в центре которого и стоит статуя Мао Цзэдуна. Перед каждым памятным днём, парткомитет провинции Сычуань вызывает группу для очистки статуи от пыли.